# 十二因縁

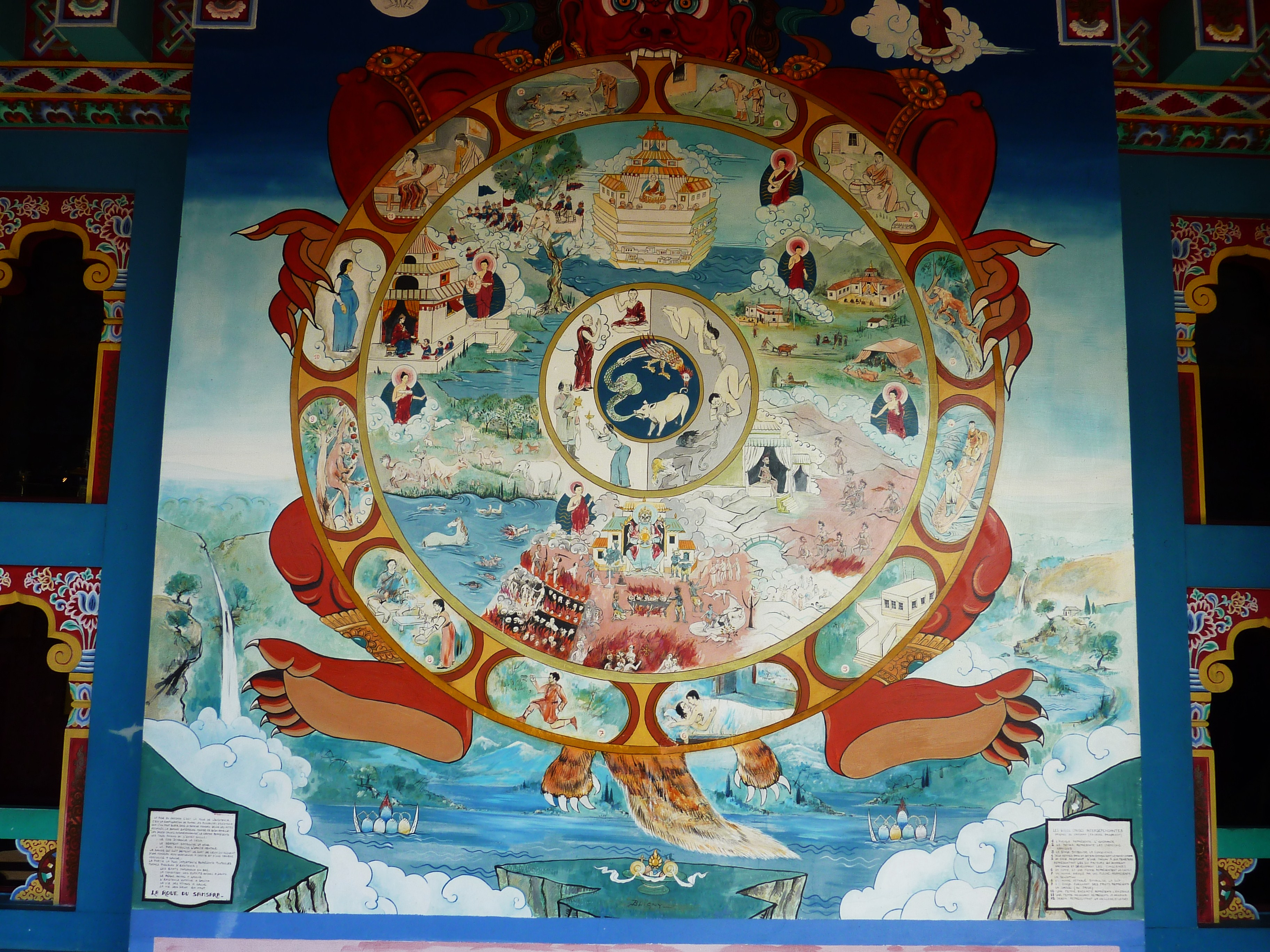
六道輪廻図。最も外側の円に十二因縁が描かれている。

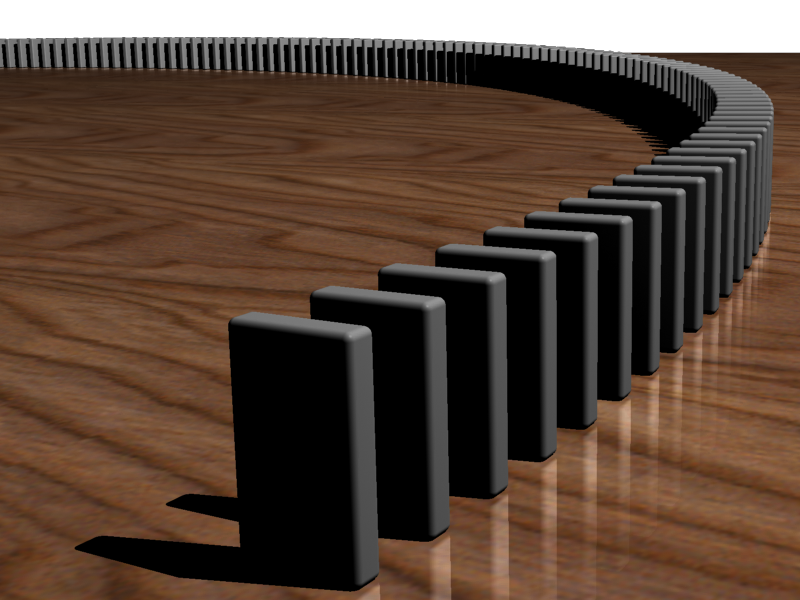
ドミノ倒し。仏教では「AによってBが生ずる」と因果性を説く（縁起）

十二因縁（じゅうにいんねん）、あるいは、十二縁起（じゅうにえんぎ、梵: dvādaśāṅgika-pratītyasamutpāda）とは、仏教において、現実の人生の苦悩の根源を断つことによって苦悩を滅するための12の条件を系列化したもの。仏教の基本的な考えの一つである。
鳩摩羅什訳では十二因縁とし、玄奘訳では十二縁起や十二有支と訳す。他にも十二支縁起、十二支因縁などと表記する場合がある。

## 概要
Katamo ca bhikkhave, paṭiccasamuppādo? Avijjāpaccayā bhikkhave, saṅkhārā. Saṅkhārapaccayā viññāṇaṃ. Viññāṇapaccayā nāmarūpaṃ. Nāmarūpapaccayā saḷāyatanaṃ. Saḷāyatanapaccayā phasso. Phassapaccayā vedanā. Vedanāpaccayā taṇhā. Taṇhāpaccayā upādānaṃ. Upādānapaccayā bhavo. Bhavapaccayā jāti. Jātipaccayā jarāmaraṇaṃ, sokaparidevadukkhadomanassūpāyāsā sambhavanti. Evametassa kevalassa dukkhakkhandhassa samudayo hoti.
比丘たちよ、縁起とは何か。

比丘たちよ、無明により行が起こり、行により識が起こり、識により名色が起こり、名色により六処が起こり、六処により触が起こり、触により受が起こり、受により渇愛が起こり、渇愛により取が起こり、取により有が起こり、有により生が起こり、生により老死が、愁悲苦憂悩が生じる。	このようにして、全ての苦蘊は生起する。	
—パーリ仏典, 相応部 12-2 分別経, Sri Lanka Tripitaka Project
十二因縁の支分は、無明、行、識、名色、六処、触、受、愛、取、有、生、老死の12個であり（支分の詳細は十二の支分の節を参照）、この12個の支分において、無明によって行が生じるという関係性を観察し、行から次第して生や老死という苦が成立すると知ることを順観という。また、無明が消滅すれば行も消滅するという観察を逆観という。
順観と逆観の両方を行って、人間のありように関する因果の道理を明らかにした結果、因果の道理に対する無知が苦悩の原因であったと悟る。その際には苦悩が消滅し、根源の無明が消滅しているため輪廻もなくなるとされる。

無明が滅すれば行も滅し、.......生存が滅すれば出生も滅し、出生が滅すれば老いと死、憂い、悲しみ、苦しみ、愁い、悩みも滅する。このようにしてすべての苦の集まりが滅する、と。
—律蔵 大分別,1,1,2 

## 十二の支分
1. 無明（むみょう、巴: avijjā, 梵: avidyā） - 無知[4]。過去世の無始の煩悩。煩悩の根本が無明なので代表名とした。明るくないこと。迷いの中にいること。
2. 行（ぎょう、巴: saṅkhāra, 梵: saṃskāra） - 生活作用[1]、潜在的形成力[4]、志向作用。物事がそのようになる力＝業
3. 識（しき、巴: viññāṇa, 梵: vijñāna） - 識別作用[1]。好き嫌い、選別、差別の元
4. 名色（みょうしき、nāma-rūpa） - 物質現象(肉体)と精神現象(心)。物質的現象世界[1]。名称と形態[4]。実際の形と、その名前。
5. 六処（ろくしょ、巴: saḷāyatana, 梵: ṣaḍāyatana） - 六つの感受機能、感覚器官[1]。眼耳鼻舌身意の6感官[4]。六入（ろくにゅう）ともいう[4]。
6. 触（そく、巴: phassa, 梵: sparśa） - 六つの感覚器官に、それぞれの感受対象が触れること。外界との接触[1]。
7. 受（じゅ、vedanā） - 感受作用[4]。六処、触による感受。
8. 愛（あい、巴: taṇhā, 梵: tṛṣṇā） - 渇愛、妄執[1]。
9. 取（しゅ、upādāna） - 執着[1]。
10. 有（う、bhava） - 存在。生存[1]。
11. 生（しょう、jāti） - 生まれること[1]。
12. 老死（ろうし、jarā-maraṇa） - 老いと死[1]。